# 下山哲平
下山 哲平（しもやま てっぺい、1982年9月2日 - ）は、日本の実業家。株式会社ストロボ代表取締役社長。自動運転専門メディア「自動運転ラボ」の発行人。

## 経歴
2009年にインターネット広告代理店大手のアイレップに入社し、最年少取締役としてSEO・コンテンツマーケティングの事業開発などに従事。2016年に株式会社ストロボを創業。2018年に自動運転専門メディア「自動運転ラボ」を開設。
- 2001年（平成13年）4月 - 株式会社モーベンスに入社。
- 2006年（平成18年）2月 - 株式会社サイバースター（現・株式会社アイスタイル）に入社。執行役員Webコンサルティング事業管掌などを歴任。
- 2009年（平成21年）4月 - インターネット広告代理店大手の株式会社アイレップに入社。2013年に取締役ソリューション統括本部長。2016年に取締役CSO（チーフ・ソリューションズ・オフィサー）[5][6]。SEO・コンテンツマーケティングの事業開発に従事。[7]
- 2015年（平成27年）12月 - アイレップが東証マザーズ上場のインターネット広告企業フルスピードと、合弁会社として株式会社シンクスを設立[8]。代表取締役社長に就任[9]。
- 2016年（平成28年）12月 - 株式会社ストロボ（東京都港区）を創業。事業領域は、デジタルトランスフォーメーション支援、メディア開発・コンテンツマーケティング、ワンストップ・デジタルマーケティング、メディア・コンテンツ特化型投資育成[10]。
- 2018年（平成30年）5月 - 自動運転専門メディア「自動運転ラボ」を開設[11]。

## 著書
- 『自動運転＆MaaSビジネス参入ガイド 周辺ビジネスから事業参入まで』（2020年11月5日、翔泳社）[12]。

## テレビ出演
- 2019年（平成31年）1月 - インターネットテレビ局「AbemaTV」の報道番組「ABEMA Prime」における自動運転特集に出演[13]。自動化の技術段階に関する分類である「自動運転レベル」や、日本における法整備の現状や実用化に向けた課題などについて解説。
- 2020年（令和2年）9月 - テレビ東京「ガイアの夜明け」の「便利で楽しく安全に！～コロナで変わる小売りの現場～」[14]回に出演。新型コロナウイルスの感染拡大下で注目される自動宅配ロボットや、国内外におけるAIロボットの最新ニュースなどを紹介[15]。
- 2022年（令和4年）8月 - 日本テレビのニュース番組「news every.」に出演。中国における完全無人運転タクシーの現状などについてコメント[16]。
- 2023年（令和5年）4月 - BS11放送の経済番組「NEXT company」に出演。2025年大阪・関西万博で商用運航実現が目指されている「空飛ぶクルマ」に関する最新情報を紹介[17]。

## ラジオ出演
- 2019年（令和元年）11月 - TBSラジオの情報エンタテインメント番組「ACTION」に出演。MaaSなどについて解説[18]。
- 2020年（令和2年）5月 - 民放ラジオ局「文化放送」の番組「Society5.0 香格里拉（シャングリラ）」に出演。道路交通法などの改正で解禁された「自動運転レベル3」などについて解説[19]
- 2020年（令和2年）9月 - 民放ラジオ局「文化放送」の番組「Society5.0 香格里拉（シャングリラ）」に出演。観光MaaSアプリなどについて解説[20]。

## 講演・登壇実績
- 2019年（平成31年）3月 - 東京都内で開催された金融セミナー「自動運転が変える金融サービスの展望と事例」において、「自動運転時代における新たなる金融サービス創出の可能性～2050年に770兆円もの市場規模になる巨大産業で金融ビジネスはどうあるべきか？～」と題して講演[21]。
- 2019年（平成31年）3月 - 公益社団法人「自動車技術会」主催の技術コンペティション「自動運転AIチャレンジ」にて、パネルディスカッション「AIと自動運転が切り拓く未来のモビリティ社会　AIはモビリティ社会をどう変える？課題は？」でモデレータとして登壇[22]。パネリストに、自動運転OS「Autoware」を開発する株式会社ティアフォーの加藤真平氏や東京大学教授の松尾豊氏など。
- 2019年（平成31年）4月 - 「新社会システム総合研究所」主催のセミナー「自動運転×コネクテッドカーの最新動向」において、「自動運転×コネクテッドによって生まれる巨大市場にどう立ち向かうべきか」と題した重点講義で登壇[23]。
- 2019年（令和元年）6月 - 公益財団法人「原総合知的通信システム基金」主催のセミナー「MaaS×新規事業とANAのチャレンジ～未来のモビリティービジネスの創造～」において、「MaaS×新規事業の最新動向～MaaS領域で生まれる巨大市場にどう立ち向かうべきか～」と題して講演[24]。
- 2019年（令和元年）9月 - 「次世代自動運転・コネクテッドカー・カンファレンス2019」（主催：ナノオプト・メディア）にて、「自動運転・MaaS時代に巨大化する既存産業とは？～2020年に向けた最新展望～」と題して講演[25]。
- 2019年（令和元年）11月 - 経営者向けの講演会などを行う「清話会」の「2019.11月例会」にて、「自動運転技術で、産業はどう変わるか!?〜自動車業界の対応と、導入への課題」と題して講演[26]。
- 2020年（令和2年）2月 - 「次世代自動運転・コネクテッドカー・カンファレンス 2020」（主催：ナノオプト・メディア）にて、「自動運転・MaaS領域で生まれる巨大市場展望 2020」と題して講演[27]。
- 2020年（令和2年）3月 - 東京都内で開催されたセミナー「2020年に向けたMaaS市場の拡大とDeNA SOMPO Mobility/Carlifeの取り組み」において、「MaaSを取り巻く最新ビジネス動向～MaaS領域で生まれる巨大市場にある収益機会とは～」と題して講演[28]。
- 2020年（令和2年）9月 - 「次世代自動運転・コネクテッド・カー カンファレンス 2020 秋」（主催：株式会社ナノオプト・メディア／後援： 日刊工業新聞）にて、「withコロナ時代に加速する自動運転・MaaS市場～2021年に向けての展望～」と題して講演[29]。
- 2022年（令和4年）8月 - 三井住友DSアセットマネジメント主催の投資ウェビナー「マネーが集まる成長領域 乗り遅れるな！モビリティ革命」にて登壇。自動車業界におけるCASEの潮流や関連企業の最新情報について解説[30]。